# Радуниця (Польща)
Радуниця (пол. Radunica, нім. Hundertmark) — село в Польщі, у гміні Прущ-Гданський Ґданського повіту Поморського воєводства.
Населення — 421 особа (2011).

## Демографія
Демографічна структура станом на 31 березня 2011 року:
|          | Загалом | Допрацездатний вік | Працездатний вік | Постпрацездатний вік |
| -------- | ------- | ------------------ | ---------------- | -------------------- |
| Чоловіки | 222     | 62                 | 147              | 13                   |
| Жінки    | 199     | 52                 | 110              | 37                   |
| Разом    | 421     | 114                | 257              | 50                   |